# Tipula cinnamomea
Tipula cinnamomea är en tvåvingeart som beskrevs av Riedel 1914. Tipula cinnamomea ingår i släktet Tipula och familjen storharkrankar.
Artens utbredningsområde är Kenya. Inga underarter finns listade i Catalogue of Life.